# Élève officier de réserve
Pour les articles homonymes, voir EOR.
 (mai 2014).
Si vous disposez d'ouvrages ou d'articles de référence ou si vous connaissez des sites web de qualité traitant du thème abordé ici, merci de compléter l'article en donnant les références utiles à sa vérifiabilité et en les liant à la section « Notes et références ».
Un élève officier de réserve (EOR) est un futur officier (débutant initialement au grade d’aspirant) dans l’armée française. En principe, cet officier n'est pas formé en vue de faire carrière dans l'armée en qualité de professionnel. Il sert de manière ponctuelle, en parallèle de son activité professionnelle, en tant que membre de la réserve (ou réserviste).

## L'officier de réserve du temps de la conscription, avant 1997

### Principes généraux
Du temps de la conscription, l'officier de réserve était destiné à exercer des responsabilités d'officier de rang subalterne, durant son service national (d'une durée de dix mois, au moment de la professionnalisation des armées), pouvant être prolongé éventuellement de façon transitoire par un volontariat service long (VSL) puis par un contrat d'officier de réserve en situation d'activité (ORSA), puis à être versé, à l'issue, et le plus souvent sans transition, dans la réserve. Dans cette position, il pouvait, ou non, effectuer des périodes militaires ponctuelles, soit d'entraînement et de perfectionnement, soit opérationnelles. Avant 1914, les officiers faisant partie de la réserve étaient appelés officiers de complément.
Pour constituer ces ensembles d'officiers de réserve, les armées ont mis en place, après la Première Guerre mondiale, des cursus de formation d'élèves officiers de réserve avec des modalités diverses ayant évolué dans le temps.
En dernier lieu, les trois armées avaient recours aux officiers de réserve, selon des modalités propres.

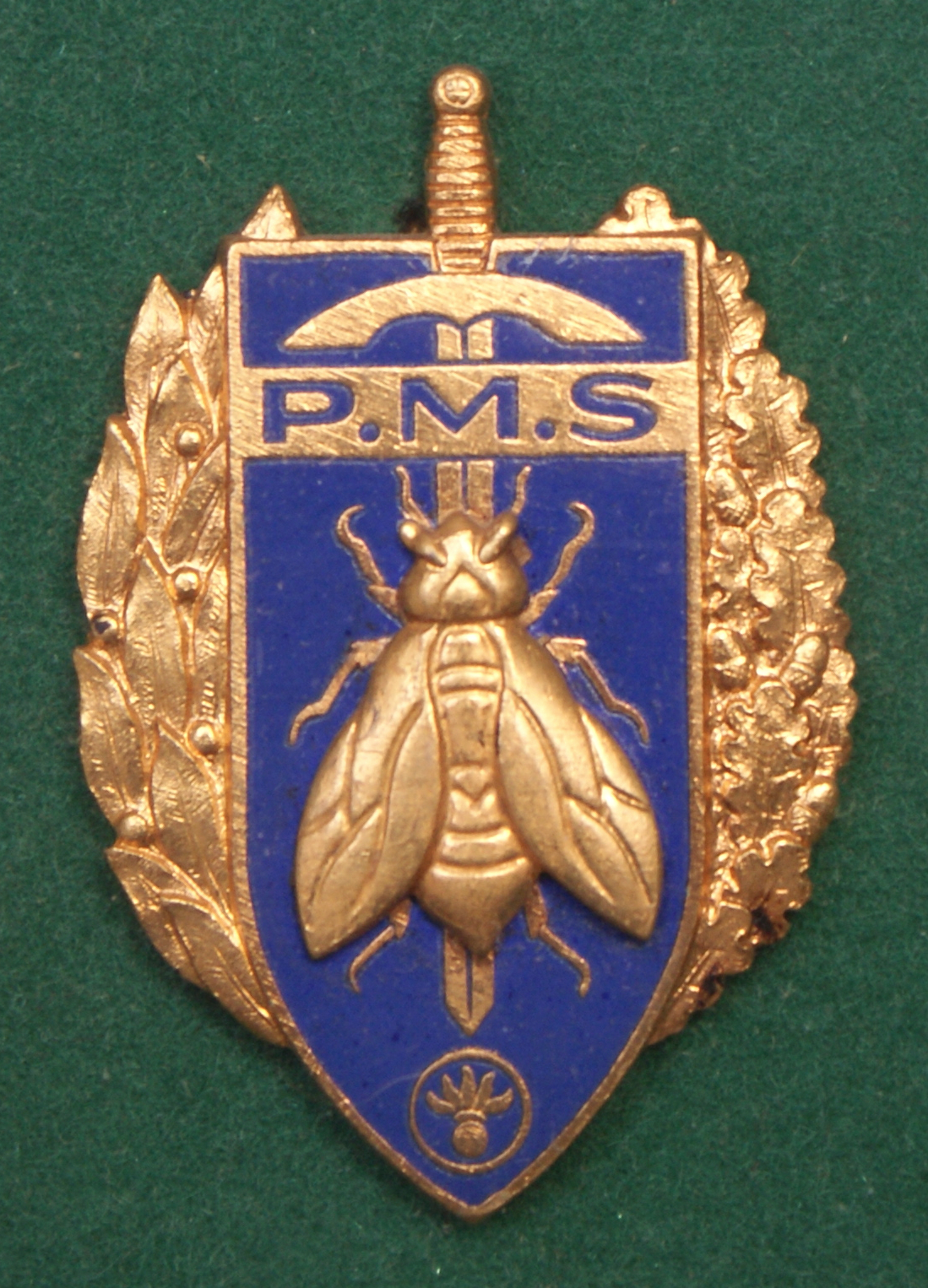
Insigne de la PMS.

Deux principales voies étaient ouvertes pour accéder à la formation d'officier et entrer dans le parcours d'élève officier de réserve (EOR), sans compter des accès particuliers sur titres universitaires ou scolaires.

#### L'accès par la Préparation militaire supérieure ou PMS
La première était celle de la « Préparation militaire supérieure » (PMS). La PMS était ouverte soit, sur titre, aux bacheliers (titre minimum), soit aux titulaires de l'un des brevets de « préparation militaire », avec mention « Très bien » (« Préparation militaire parachutiste », par exemple, ou « Préparation militaire air », ou « Préparation militaire terre », ou « Préparation militaire Marine » ou encore, « Gendarmerie »). La « Préparation militaire supérieure » comportait un tronc commun de six journées, organisé par l'Armée de terre ; puis une prolongation de trois semaines, dans un centre de formation de l'une des trois armées.
Par exemple, la « Préparation militaire supérieure air », à l'issue d'une phase de tronc commun aux trois armées, se déroulait sur la base aérienne 105 Évreux-Fauville, près de la ville d'Évreux, dans le département de l'Eure.
S'agissant de la « Préparation militaire air », la plupart des bases aériennes activaient un « Centre de préparation militaire », par exemple, celui de la base aérienne 279 Châteaudun.
Les titulaires d'un brevet de Préparation militaire, supérieure ou non, bénéficiaient également d'un report d'incorporation (sursis), permettant de choisir et de repousser la date d'affectation sous les drapeaux.

#### L'accès par les pelotons d'instruction durant le service national
L'autre voie d'accès à la formation d'élève officier de réserve était ouverte directement durant le service national militaire après une sélection préalable, selon deux voies possibles :
- la première, à la fin d'un processus non spécifique, comme dans l'Armée de l'air et l'Armée de terre, après l'incorporation, où il fallait suivre les quatre semaines de formation militaire élémentaire toutes armes (FETA, dite « école du soldat »), puis se porter volontaire pour une formation d'élèves sous-officiers (« peloton d'élèves gradés », ou PEG) et la réussir avec mention « Très bien », soit avec plus de 16/20 de moyenne aux différentes épreuves, ce qui donnait accès aux pelotons d'EOR ;
- la seconde, spécifique à l'Armée de terre, après avoir satisfait aux tests spéciaux de sélection, lors des "3 jours" (avant l'incorporation); des tests plus poussés pour ceux détectés à l'issue du premier jour, qui les autorisaient en cas de réussite à se porter volontaires EOR. Dès lors, à l'incorporation (qui était anticipée d'autant), ils intégraient d'abord un peloton préparatoire (dit PPEOR) au sein d'un régiment, pour 2 mois de formation (correspondant à la FETA et au PEG), à l'issue duquel il était possible aux mieux classés d'être intégrés, en même temps que les autres, au peloton EOR d'une École d'arme spécifique de l'Armée de terre (l'Infanterie à Saint-Cyr Coëtquidan ; la Cavalerie à Saumur ; le Train à Tours).

#### L'accès sur titres
Une troisième voie sur titres était possible administrativement, pour favoriser le recrutement de certains officiers de réserve spécialistes dans des domaines rares.
Par exemple, dans l'Armée de l'air, certaines filières de recrutement de pilotes passaient par une formation militaire d'élève officier de réserve (élève-officier du personnel navigant, EOPN).

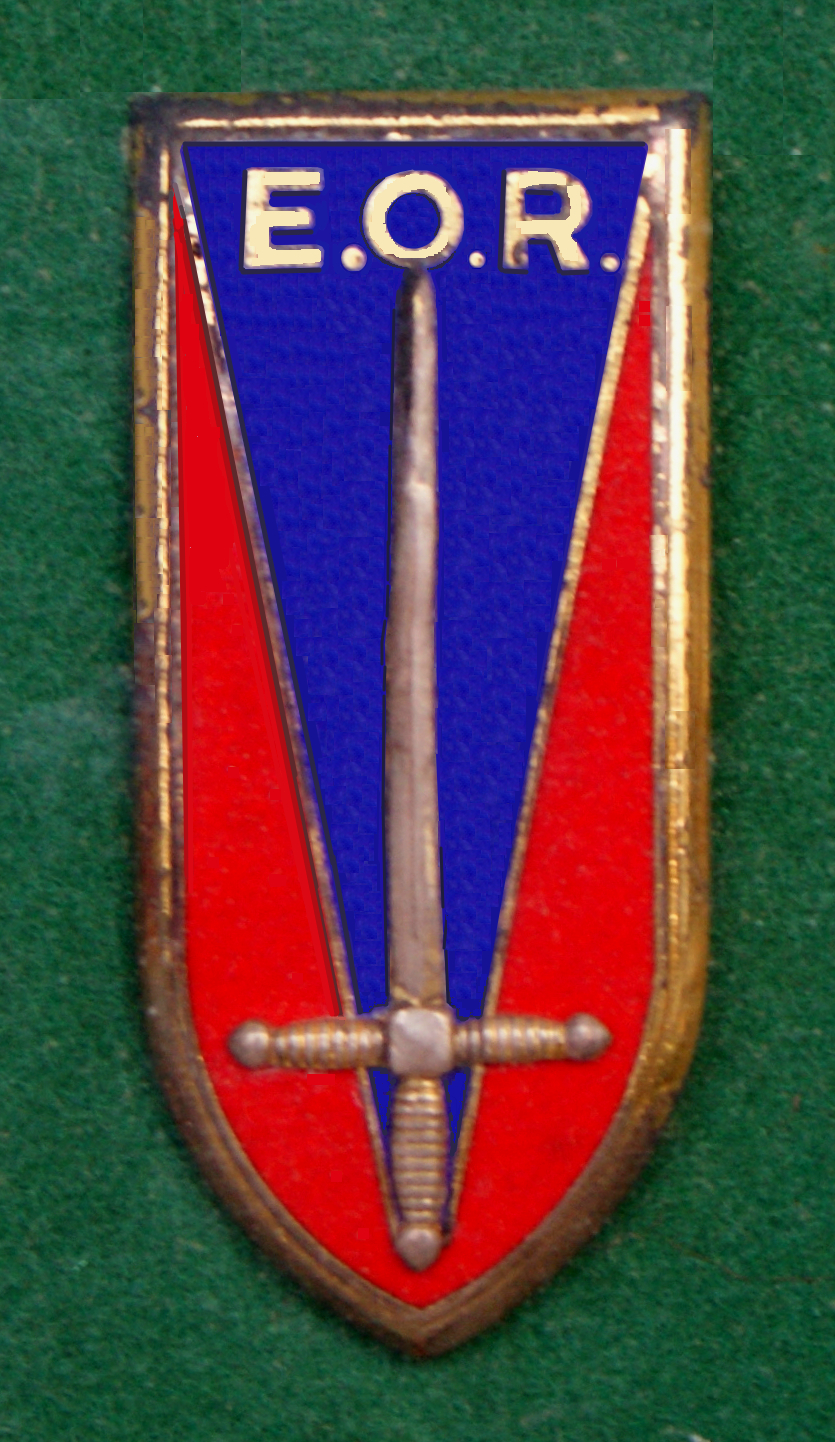
Insigne du peloton EOR de l'ESM de Saint-Cyr en 1970.

Les appelés diplômés d'une formation médicale (médecins, dentistes, pharmaciens, vétérinaires, principalement) suivaient également une formation spécifique d'élève officier de réserve.

### Formation de l'élève officier de réserve
En fonction de son armée d'appartenance (Armée de terre, Marine nationale, Armée de l’air ou Gendarmerie nationale), voire de son arme pour l'Armée de terre, l'élève officier de réserve était formé dans différentes écoles militaires.
Celles-ci pouvaient être les écoles d'armée (École navale, École de l'air sur la base aérienne 701 Salon-de-Provence, École des officiers de réserve de l'Armée de l'air (EORAA), puis EEOR, puis Escadron de formation des Officiers (EFO, en 1984), situé sur la base aérienne 105 Évreux-Fauville) ou les écoles d'arme (Bataillon EOR de Saint-Cyr pour l'infanterie motorisée, École d'application de l'infanterie de Montpellier pour l'infanterie mécanisée, écoles du génie, des transmissions, de l'arme blindée - cavalerie, etc.) ; il y suivait une formation de quatre mois, additionnée d'un mois supplémentaire, pour ceux qui avaient souscrit un contrat de volontariat service long (pour servir au-delà de la durée légale).
La formation d'élève officier de réserve comportait une formation de base au commandement et une formation de spécialiste. Pour l'Armée de terre, cette spécialité dépendait de l'école d'arme. Pour l'Armée de l'air et pour la Marine nationale, différents stages étaient dispensés : fusilier commando de l'air (commandos parachutistes de l'air), renseignement, contrôle aérien, mécanicien, encadrement, etc.
À l'issue de ces quatre ou cinq mois de formation, un classement final, en fonction de la note obtenue aux épreuves écrites et pratiques, permettait aux élèves-officiers de choisir leur garnison. Les élèves-officiers étaient alors promus au grade d'aspirant, porté pendant huit mois, soit jusqu'au terme du service national militaire de douze mois. Les mieux classés pouvaient espérer être promus au grade de sous-lieutenant durant leur service national. La plupart accédaient automatiquement au grade de lieutenant, après deux années au grade de sous-lieutenant, dans la réserve militaire.
Des formations complémentaires, sanctionnées par des examens, permettaient d'accéder aux grades supérieurs. Tel était le cas, par exemple, pour l'Armée de l'air, l'obtention du diplôme d'études militaires de réserve (DEMR) permettant la promotion au grade de capitaine de réserve, et au-delà, en fonction de l'activité consacrée à la réserve militaire. Pour l'infanterie de l'Armée de terre un stage de franchissement de grade (capitaine) était organisé à l'École d'application de l'infanterie (EAI) à Montpellier, sans compter les formations de spécialistes de l'Armée de terre, par exemple le renseignement ou l'Etat-Major (ORSEM).

## Traditions, galons et insignes d'élèves officiers de réserve (hier et aujourd'hui)

### Dans l'Armée de terre
Les élèves-officiers de réserve portaient et portent toujours un galon horizontal simple, appelé "crevette" en fil argenté avec liseré rouge. Ils étaient traditionnellement formés au 4e bataillon de l'Ecole Spéciale Militaire de Saint-Cyr (ESM 4), avec les officiers sous contrat  de différentes filières d'officiers. 
Depuis 2021, ils font partie intégrante de la promotion de l'École Militaires des Aspirants de Coëtquidan (EMAC) et portent un insigne de promotion commun à toutes ces filières, qui a remplacé leur insigne initial (celui de l'ESM surmonté de la mention EOR) lors de la réorganisation de la réserve.
Leur devise est : « L'audace de servir ». Aujourd'hui elle donne son nom au chant traditionnel du 4e bataillon/EMAC. Désormais le baptême au sabre honore la nouvelle promotion, qui écrit son chant spécifique, a son insigne propre et rédige toujours sa plaquette de promotion.

### Dans l'Armée de l'air

#### Différentes dénominations de l'École des officiers de réserve de l'Armée de l'air
De 1967 à 2000, les élèves-officiers de réserve de l'Armée de l'air effectuaient leur formation, après la phase de sélection commune décrite ci-dessus, dans l'unité spécialisée : « escadron des élèves officiers de réserve » (EEOR), puis « escadron de formation des officiers » (EFO), du Groupement école GE 00.306 de la base aérienne 105 Évreux-Fauville.
De 1957 à 1967, le Groupement École et l'École des élèves officiers de réserve était implanté, jusqu'à la fermeture de celle-ci, (1967), à la base aérienne 720 Caen-Carpiquet, après la base aérienne 702 Avord (jusqu'à la Seconde Guerre mondiale), ainsi que celles de Nancy-Ochey et de Cazaux.
En 1994, le Groupement École GE 00.306 (re)devient l'École des officiers de réserve de l'Armée de l'air 00.306, avec l'appellation "Commandant Max Guedj" en 1995. Cette école a fermé le 20 juillet 2000.

#### Insigne des élèves-officiers de réserve de l'Armée de l'air
L'École des officiers de réserve de l'Armée de l'air disposait d'un insigne : sur un fond (champ, en héraldique) rouge, un léopard or symbolise la Normandie. Ailé, le léopard signale ainsi son attache à l'arme aérienne. Il tient dans les griffes de sa patte gauche (senestre) une épée également d'or, symbole éminemment guerrier, rappelant aussi le poignard de l'officier de l'Armée de l'air. La devise "Vincunt Evocati" est inscrite en bas de l'insigne.

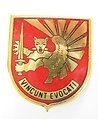
Insigne des élèves officiers de réserve de l'Armée de l'air.

Cet insigne existait soit sous forme métallique ("pucelle"), portée notamment sur l'uniforme de cérémonie, soit sous forme de "patch", porté sur la manche de la chemise ou sur celle du treillis.

#### Traditions des élèves-officiers de réserve de l'Armée de l'air
La devise des élèves-officiers de réserve de l'Armée de l'air était donc "Vincunt Evocati", citation tirée d'un passage des « Commentaires de la guerre des Gaules » de Jules César, généralement traduit par "Les réserves ont vaincu" (et quelquefois par "Les appelés ont vaincu"). Cet insigne est homologué sous la référence A 516, dans le Répertoire des blasons et insignes de l'Armée de l'air, à la date du 27 juin 1952.
Le chant militaire "Souvenirs qui passe", reprend l'air d'un Volklied allemand composé en 1914, intitulé « Die blauen Dragoner » (les dragons bleus), chant de la mouvance des Wandervogel, l'un de leurs chants de défilé. Il en existe une version scoute. Sur cet air, les paroles du chant "Vincunt Evocati" ont été écrites pour les EOR de l'Armée de l'air, par l'élève officier Dominique Harpedanne de Belleville en juin 1972, pendant son stage d'EOR à la BA 105 d'Evreux[réf. nécessaire]. Les paroles de ce chant lui furent inspirées par l'insigne de l'escadron des EOR de l'Armée de l'air[réf. nécessaire].

#### Insigne de grade des élèves-officiers de réserve de l'Armée de l'air
Dès le début de ce stage, les élèves-officiers de réserve de Armée de l'air recevaient un insigne de grade, composé de la paire de fourreaux bleu marine, avec l'épervier doré, sur chacun desquels était cousu un fin galon argenté, en forme de lettre "V", liseré de chevrons de couleur rouge. Ces fourreaux étaient portés sur les pattes d'épaule de la chemise ou de la tenue de combat.

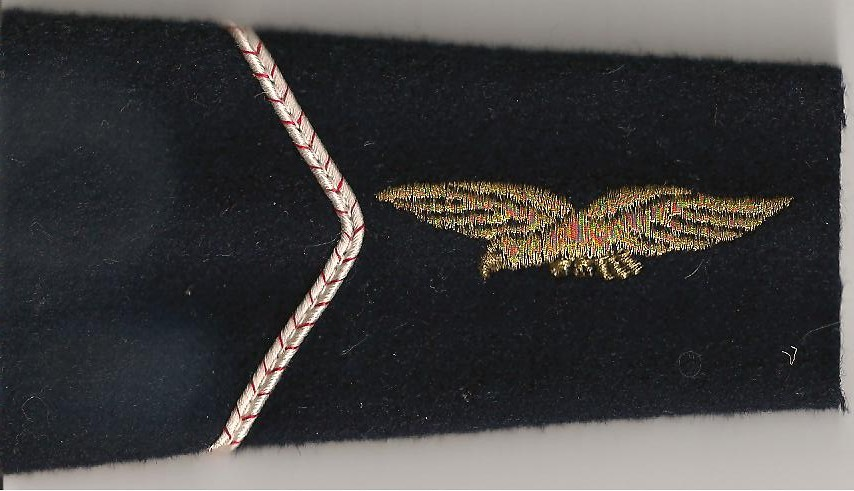
Fourreau d'élève officier de réserve de l'Armée de l'air.

L'insigne de la tenue de combat (treillis) était identique : un fin galon argenté, en forme de lettre "V" inversée, liseré de chevrons de couleur rouge. Il était donc porté avec la pointe du "V" vers le haut, sous sa forme de rectangle doté d'un velcro (appelé familièrement "scratch").

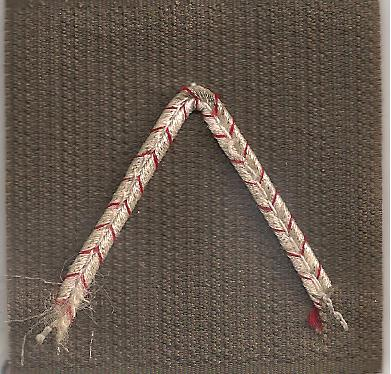
Galon de combat d'élève officier de réserve de l'Armée de l'air.

L'insigne de calot (ou bonnet de police) était une barrette de couleur argent, avec une fine barre rouge en son milieu (identique à l'insigne de calot des adjudants de l'Armée de l'air).
Cet insigne de grade spécifique aux élèves-officiers de réserve de l'Armée de l'air était porté durant les quatre mois de formation initiale : deux mois à l'École des  officiers de réserve de l'Armée de l'air, suivis de deux mois de stage de spécialisation.
À l'issue de ces quatre mois d'instruction en tant qu'élève-officier de réserve, ce dernier accédait au premier grade d'officier de réserve en étant nommé aspirant.
Dans l'Armée de l'air, le grade d'aspirant des élèves-officiers de réserve ayant réussi les épreuves conclusives de leur formation était un fin liseré doré en forme de lettre grecque alpha inversée, avec des chevrons rouges. Ce grade se portait en fourreaux bleu marine aux éperviers :
 : grade d'aspirant du contingent, avant la réforme du service national de 1997 (depuis 1997 : grade de Volontaire aspirant de l'Armée de l'air).
Il était rappelé par un insigne de calot doré, traversé par un liseré rouge (identique à l'insigne des calots utilisés par les adjudant-chefs). Il en allait de même pour la casquette de la tenue de cérémonie des aspirants du contingent, dont le galon rappelait l'insigne de calot. Le galon de la tenue de combat reprenait l'alpha inversé, de couleur dorée au liseré rouge.
Ce grade d'aspirant, premier grade d'officier pour les officiers de réserve, ne doit pas être confondu avec les autres grades d'aspirant de l'Armée de l'air, notamment en formation à l'École de l'air, qui sont des grades d'élèves-officiers. Il existe un grade d'aspirant pour les élèves-officiers en recrutement direct (École de l'air) et un autre grade, distinct, pour les élèves-officiers de l'École militaire de l'air. Au demeurant, ces aspirants disposent également de grades spécifiques d'élèves-officiers (d'active) différents de ceux des élèves officiers de réserve.
Les élèves officiers de réserve en situation d'activité disposaient d'insignes de grade différents. Notamment, ils pouvaient recevoir un fin liseré doré en forme de "V", comportant des chevrons rouges, directement ajouté à leur insigne de grade de sous-officier (adjudant, adjudant-chef ou major, selon le cas).
En 2025, les insignes de grade des élèves officiers de réserve de l'Armée de l'air sont encore portés, notamment par certains élèves-officiers stagiaires du cours supérieur de formation des officiers (CSFO), situé à l'École de l'air, à la base aérienne 701 Salon-de-Provence.

## La réserve opérationnelle depuis la suspension de la conscription, en 1997
La suspension du service national (Loi du 28 octobre 1997) a également mis fin à toute obligation de réserve. Le 22 octobre 1999, la loi a posé le nouveau cadre d'organisation des réserves. Leur force est évaluée, en 2014, à 30 000 personnes. Créé en 2007, le Conseil supérieur de la réserve militaire (CSRM) en suit les évolutions.

### Cadre légal de la réserve opérationnelle
La suspension de la conscription a tari l'alimentation de la réserve militaire par la masse que représentait le service national obligatoire.
La réserve opérationnelle vise à substituer à cette réserve de masse une réserve volontaire, sélectionnée et réactive.
La réserve opérationnelle est posée par la loi n°99-894 du 22 octobre 1999, complétée par celle n°2006-449 du 18 avril 2009.

### Officier ou sous-officier de réserve depuis la fin de la conscription
Depuis la réforme des armées et la suspension de la conscription en 1996, le grade d'aspirant est temporairement conféré à ceux qui ont suivi et achevé avec succès une formation initiale d'officier de réserve (FIOR) ou peloton d’élève officier de réserve PEOR pour la gendarmerie.

#### Dans l'Armée de terre
Profondément réformé en 2014, l'accès à la fonction d'officier de réserve est désormais centralisé par les centres d'information et de recrutement des armées qui reçoivent les candidatures. La procédure de recrutement est la même que pour les candidats postulant pour un poste d'officier d'active. Le candidat doit subir une sélection en département d'évaluation et d'information et obtenir l'aptitude officier, puis être retenu à l'issue d'une commission de recrutement. Les candidats peuvent désormais postuler pour deux voies:
- Officier de réserve voie commandement

La voie de commandement est ouverte aux personnes de nationalité française âgées de 18 à 35 ans, titulaires d'un bac +2 et ayant suivi avec succès une PMS. La formation de l'officier de réserve voie de commandement se décompose en une période initiale de 21 jours au 4e bataillon de l'École spéciale militaire de Saint-Cyr à Coëtquidan, à l'issue de laquelle l'élève officier de réserve est nommé aspirant, puis d'un stage de chef de section PROTERRE de 20 jours. À l'issue de sa formation, le jeune aspirant sera adjoint au chef de section dans une unité élémentaire de réserve. Lorsque l'officier sera désigné pour commander une compagnie de réserve (UIR ou USR), il suivra le cours de formation des futurs commandants d'unité (CFCU) d'une durée de 12 jours aux écoles militaires de Draguignan afin d’acquérir les bases de la gestion administrative et du commandement de son unité. À l'issue de son temps de commandement, il rejoindra la voie d'état-major.
- Officier de réserve voie état-major

La voie d'état-major est ouverte aux personnes de nationalité française âgées de 18 à 35 ans et titulaires d'un bac +5. La formation de l'officier de réserve voie d'état-major se décompose en une période initiale de 14 jours au 4e bataillon de l'école spéciale militaire de Saint-Cyr Coëtquidan, à l'issue de laquelle l'élève officier de réserve est nommé aspirant, puis d'un stage d'initiation aux techniques d'état major (SITEM) de 14 jours à l'École supérieure des officiers de réserve spécialistes d'état-major située dans l'école militaire à Paris. À l'issue de sa formation, le jeune aspirant exerce sa spécialité en état-major opérationnel ou régimentaire. Il pourra ensuite accéder au stage de certification d'état-major (SCEM) d'une durée de 12 jours.
Les officiers de réserve de la voie d'état-major, lieutenants depuis au moins trois ans, ainsi que ceux de la voie de commandement du grade de capitaine ayant terminé leur temps de commandement ou titulaires du SCEM peuvent ensuite se présenter au certificat d'enseignement supérieur des officiers de réserve spécialiste d'état-major (CESORSEM). Cette formation consiste en la préparation durant un an d'un concours qui permet ensuite l'accès à un stage à l’École supérieure des officiers de réserve spécialistes d'état-major (ESORSEM) d'une durée de 12 jours qui délivre le diplôme permettant aux titulaires de postuler au grade de commandant.
Les officiers de réserve peuvent se spécialiser dans divers domaines (renseignement, logistique, NRBC, actions civilo-militaires) avant de présenter le brevet technique d'état major de guerre (BTEMG) permettant d'accéder au grade de colonel. Ainsi, tous les grades sont accessibles en temps de paix aux réservistes de l'armée de terre, excepté ceux d'officiers généraux. Ils peuvent renforcer les unités d'active dans toutes leurs missions, sur le territoire national comme en opérations extérieures (OPEX), voire pour certains, devenir chef de corps du 24e régiment d'infanterie. 
L'Association nationale des réserves de l'Armée de terre - ANRAT regroupe les réservistes de l'Armée de terre au travers des associations nationales de réservistes de chaque arme, service ou spécialité.

#### Dans l'Armée de l'air
Pour l'Armée de l'air, les volontaires aspirants suivent le cours spécial de formation des officiers (CSFO), situé sur la base aérienne 701 Salon-de-Provence.
La préparation militaire d'initiation et de perfectionnement à la Défense nationale (PMIP-DN) offre un stage permettant également d'amorcer une formation militaire.
Elle précède la « formation initiale du réserviste » (FMIR). Ces périodes MI (initiale) et P (perfectionnement) remplacent les stages de « préparation militaire air ».

#### Dans la Marine nationale
Pour la Marine, il existe deux formations pour être officier de réserve. La préparation militaire supérieure d'Estienne D'Orves et la préparation militaire supérieure marine marchande.
La PMS d'Estienne d'Orves (préparation militaire supérieure) est accessible aux bacheliers ou aux diplômés d'un bac + 3, suivant les cas. Comme pour l'Armée de l'air le recrutement est dominé par l'accueil de volontaires dont les compétences sont transposables dans l'activité militaire concernée, au grade correspondant.

#### Dans la Gendarmerie nationale
Pour la Gendarmerie, le parcours de formation est différent. Aucune formation ne permet d’accéder directement au corps des officiers depuis la suspension des Préparations militaire supérieure de gendarmerie qui durait 5 semaines au CNEFG de Saint-Astier. À partir du grade de brigadier-chef, tout réserviste détenteur d’un Bac +2, peut postuler pour participer au Peloton d’élèves officiers de réserve (PEOR) qui se déroule annuellement au troisième groupement de l'Académie militaire de la Gendarmerie nationale (AMGN) à Melun. Sa durée est fixée à quatre semaines. 
À l'issue de leur formation, les EOR accèdent au grade d'aspirant. Il faut cumuler des jours de réserve[Combien ?] pour que l'aspirant soit proposable au grade de sous-lieutenant, puis, selon le même schéma, au grade de lieutenant.